# Deputazione provinciale (Paesi Bassi)
La Deputazione provinciale (in olandese: Gedeeputerde Staten, GS), è l'organo amministrativo ed esecutivo delle dodici province dei Paesi Bassi. Sono paragonabili alle delegazioni delle province belghe e del College van burgemeester en wethouders dei comuni olandesi.
L'esecutivo provinciale è composto dal commissario del re e dai deputati. Il commissario presiede il collegio ed è nominato dal governo (la Corona) per sei anni. I deputati sono eletti dagli Stati provinciali (in breve: gli Stati) per un periodo di quattro anni. Ogni deputato ha le sue aree di attività. La loro nomina di solito segue i negoziati di una coalizione tra gruppi politici negli Stati. Dall'introduzione della Legge sulla dualizzazione del governo provinciale (2003), i rappresentanti non sono più membri del Consiglio provinciale, come prima.